# Lucas Otávio
Lucas Otávio Veiga Lopes (Cornélio Procópio, 9 de outubro de 1994) é um ex-futebolista brasileiro, que atuava como meio-campista.

## Carreira
Lucas Otávio chegou ao Santos em 2005, com 11 anos. Pela base, foi campeão Paulista Sub-15 em 2009, Paulista Sub-17 em 2010 e Paulista Sub-20 em 2012 (marcando um gol na final).
Em 2012, foi titular nos cinco jogos disputados pelo Santos na Copa São Paulo. Em maio do mesmo ano, assinou seu primeiro contrato como profissional.
Em 2013, foi um dos destaques da vitoriosa temporada do Peixe na base, marcada pelos títulos da Copa São Paulo e da Copa do Brasil sub-20.
A primeira chance apareceu no final de julho de 2013, quando substituiu Alison aos 25 minutos da etapa final da vitória do Santos sobre o CRAC, por 2 a 0, em Catalão (GO), pela Copa do Brasil.
No inicio de 2014, renovou seu contrato até dezembro de 2016, com valor da multa para clubes do exterior de € 30 milhões. No mesmo ano, faturou novamente a Copa São Paulo de Juniores, sendo eleito pela Federação Paulista de Futebol (FPF) o melhor jogador da competição.
Em 2014, foi emprestado ao Paraná Clube. Estreou na derrota por 2 a 0 para o Luverdense, pela 10ª rodada da Série B. Fez 20 jogos pelo clube, a maioria como titular.
Retornou ao Santos em 2015, iniciou a temporada na reserva e só assumiu a titularidade quando Alison rompeu o ligamento cruzado do joelho direito, na quarta rodada do Paulistão. Foi Campeão Estadual pelo clube, atuando em 11 das 19 partidas que o time fez em toda a competição e se tornou campeão em todas as categorias do Santos. Posteriormente perdeu a vaga para Valencia, mas em maio voltou a ser titular com Marcelo Fernandes, se tornando o líder de desarmes do Peixe no Campeonato Brasileiro. Em setembro, prorrogou seu contrato até janeiro de 2019. Ao todo, fez 27 jogos em 2015, sendo 17 como titular.
Em 2016, não foi aproveitado pelo técnico Dorival Júnior e em março foi emprestado novamente ao Paraná Clube. Pelo Paraná, foram 20 jogos na temporada e 15 partidas como titular, em período que sofreu com lesões musculares.
Iniciou 2017 no Santos B e em março de 2017, foi emprestado ao Avaí por uma temporada.
Em janeiro de 2018, foi emprestado ao Ituano até o fim do campeonato estadual.
Em maio de 2019, pediu dispensa do PSTC, clube da segunda divisão do futebol paranaense, onde atuou apenas seis vezes na competição estadual, um só jogo como titular e marcou uma vez. Lucas Otávio decidiu se aposentar aos 26 anos depois dessa passagem frustrada pelo PSTC.
Após a aposentadoria, virou empresário, com dois restaurantes, e prestador de serviço de agenciamento de atletas.

## Títulos
Santos FC
Base
- Campeonato Paulista Sub-15: 2009
- Campeonato Paulista Sub-17: 2010
- Campeonato Paulista Sub-20: 2012
- Copa do Brasil Sub-20: 2013
- Copa São Paulo de Futebol Júnior: 2013 e 2014

Principal
- Campeonato Paulista: 2015

Individuais
- Melhor jogador da Copa São Paulo de Futebol Júnior: 2014